# Pantographa limata
Pantographa limata is een vlinder uit de familie van de grasmotten (Crambidae). De wetenschappelijke naam van deze soort is voor het eerst voorgesteld door Augustus Radcliffe Grote en Coleman Townsend Robinson in een publicatie uit 1867.
De soort komt voor in Zuidoost-Canada, het centrale en oostelijke deel van de Verenigde Staten, Puerto Rico en Costa Rica.